# Acroriodes
Acroriodes é um gênero de traça pertencente à família Arctiidae.